# Sool GL
| GL ist das Kürzel für den Kanton Glarus in der Schweiz. Es wird verwendet, um Verwechslungen mit anderen Einträgen des Namens Sool zu vermeiden. |

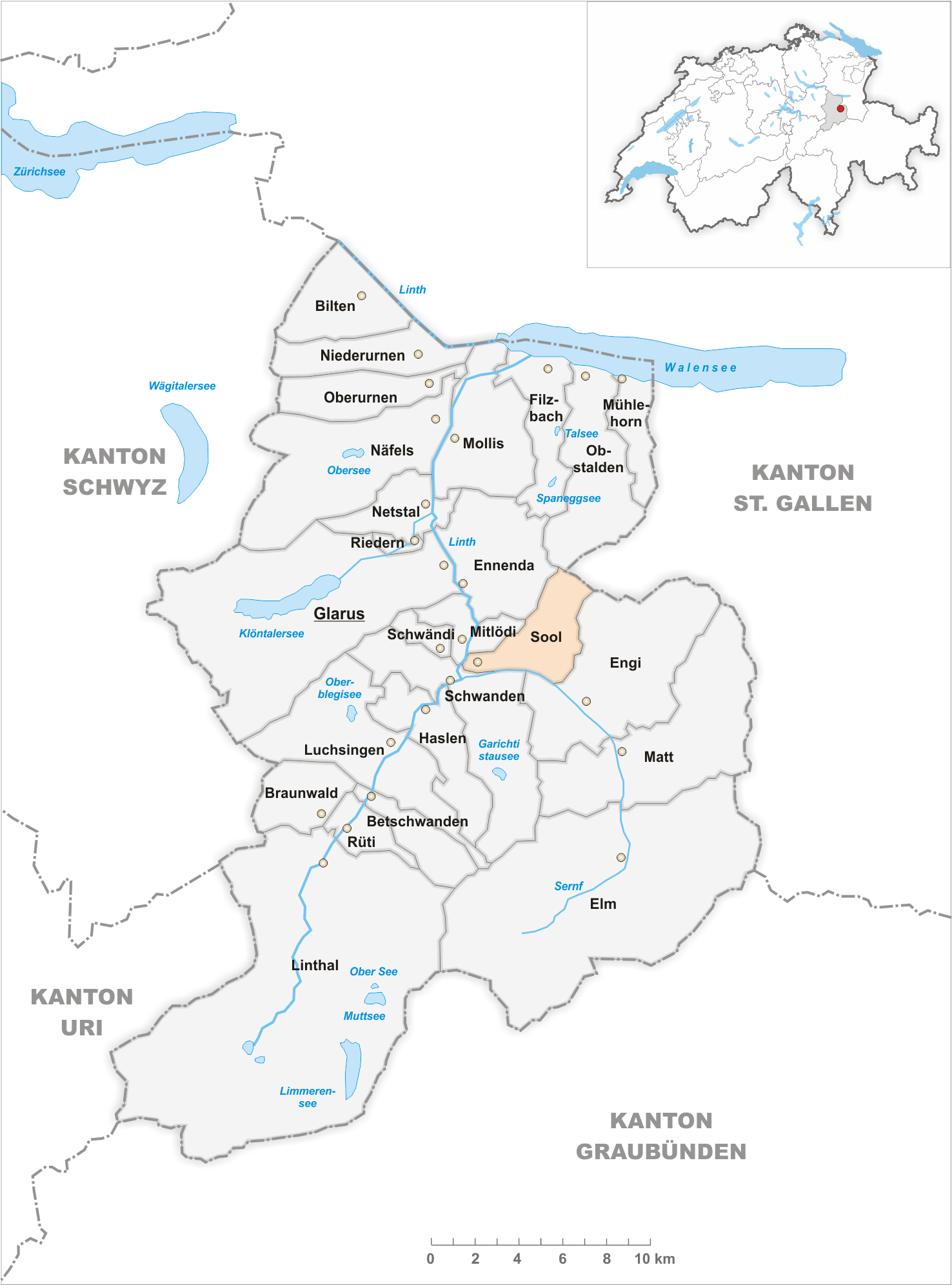
Gemeindestand vor der Fusion am 1. Januar 2011

Sool war eine ehemalige politische Gemeinde des Kantons Glarus in der Schweiz.
Das Dorf wurde im Rahmen der Glarner Gemeindereform auf den 1. Januar 2011 mit den Gemeinden Betschwanden, Braunwald, Elm, Engi, Haslen, Linthal, Luchsingen, Matt, Mitlödi, Rüti (GL), Schwanden (GL) und Schwändi zur neuen Gemeinde Glarus Süd zusammengelegt.

## Wappen
Blasonierung
Auf rotem Grund eine weisse Burg mit einer goldenen aufgehenden Sonne über dem Tor.
Das Wappen ist erst um 1700 erstmals dokumentiert.

## Geographie

Historisches Luftbild mit Schwanden (vorn), Sool (Mitte), Mitlödi und Ennetlinth (Hintergrund) aus 600 m von Walter Mittelholzer von 1919

Zur Gemeinde gehören Obersool, Untersool und der Weiler Warth. Ein Felssturz vom Guppen hat in vorgeschichtlicher Zeit mit seinen Trümmermassen das ganze Tal gesperrt, bis die Linth sich ihren Lauf durch die Talsperren wieder bahnte. Die Gemeinde liegt über Linth und Sernf auf stark wasserdurchlässigem Untergrund. Die Nachbargemeinden von Sool sind Mitlödi, Ennenda, Engi, Schwanden, Mühlehorn und der Kanton St. Gallen. Von der Gemeindefläche sind 1,2 % besiedelt, 23,6 % dienen der Landwirtschaft, 42 % sind  bewaldet und 33,2 % sind unproduktiv.

## Bevölkerung
| Bevölkerungsentwicklung | Bevölkerungsentwicklung |
| Jahr                    | Einwohner               |
| ----------------------- | ----------------------- |
| 1850                    | 550                     |
| 1950                    | 429                     |
| 1990                    | 259                     |
| 2005                    | 298                     |
| 2020                    | 246                     |

## Wirtschaft
In Sool hat sich keine Industrie oder Gewerbe etabliert, darum sind 80 % der Erwerbstätigen Pendler.

## Geschichte
Der Gemeindename stammt vom althochdeutschen sol (=Suhle, Tümpel) ab. Solche Tümpel waren bis zur Trockenlegung im 19. und 20. Jahrhundert im Untersool zahlreich vorhanden. Im Habsburger Urbar wurde Sool um 1300 erstmals urkundlich erwähnt. 
Der Handelsweg ins Sernftal führte im Mittelalter durch Sool. Der Ort war nach Glarus kirchgenössig, seit 1349 nach Schwanden. Die Einwohner traten 1528  der Reformation bei. Obersool das Dorfzentrum wurde nach dem Dorfbrand 1713 wieder aufgebaut.
Ein erstes Schulhaus konnte 1832 bezogen werden. Seit 1848 leitet die Gemeinde Wasser von auswärtigen Quellen in die Ortschaft, zuerst in Holzleitungen, ab 1875 in Zement- und Eisenrohren. Die Wasserversorgung verbesserte sich 1955, als die Quellen im Gheist gefasst und in das Reservoir Weid geleitet wurden.

## Sehenswürdigkeiten

### Lochsyte
Die Lochsyte  in Schwanden oberhalb der Sernftalstrasse ist eine der bekanntesten geologischen Stätten der Schweiz. Die Alpenüberschiebung ist hier besonders gut sichtbar.
Die Glarner Hauptüberschiebung wurde in der Lochsyte wissenschaftlich untersucht. Die Plattentektonik führte vor rund 30 Millionen Jahren im Bereich der Glarner Alpen zu einer Faltung, bei der ältere Gesteinsschichten (permischer Verrucano) über den jüngeren (eozäner Schiefer) zu liegen kamen. Da Arnold Escher von der Linth am 1. August 1840 hier die Erklärung zur Bildung der Alpen fand, findet die Lochsyte noch heute das Interesse der Geologen.  Sie ist frei zugänglich. Es werden Führungen für Gruppen angeboten.
Eine naturgetreue Nachbildung der Lochsyte ist im naturhistorischen Museum von New York ausgestellt.

### Ruine Sola
Die mittelalterliche Ruine Sola steht auf einem Hügel über dem Dorf und kann das ganze Jahr lang besichtigt werden. Sie ist auch im ehemaligen Gemeindewappen von Sool angebildet.

## Bilder

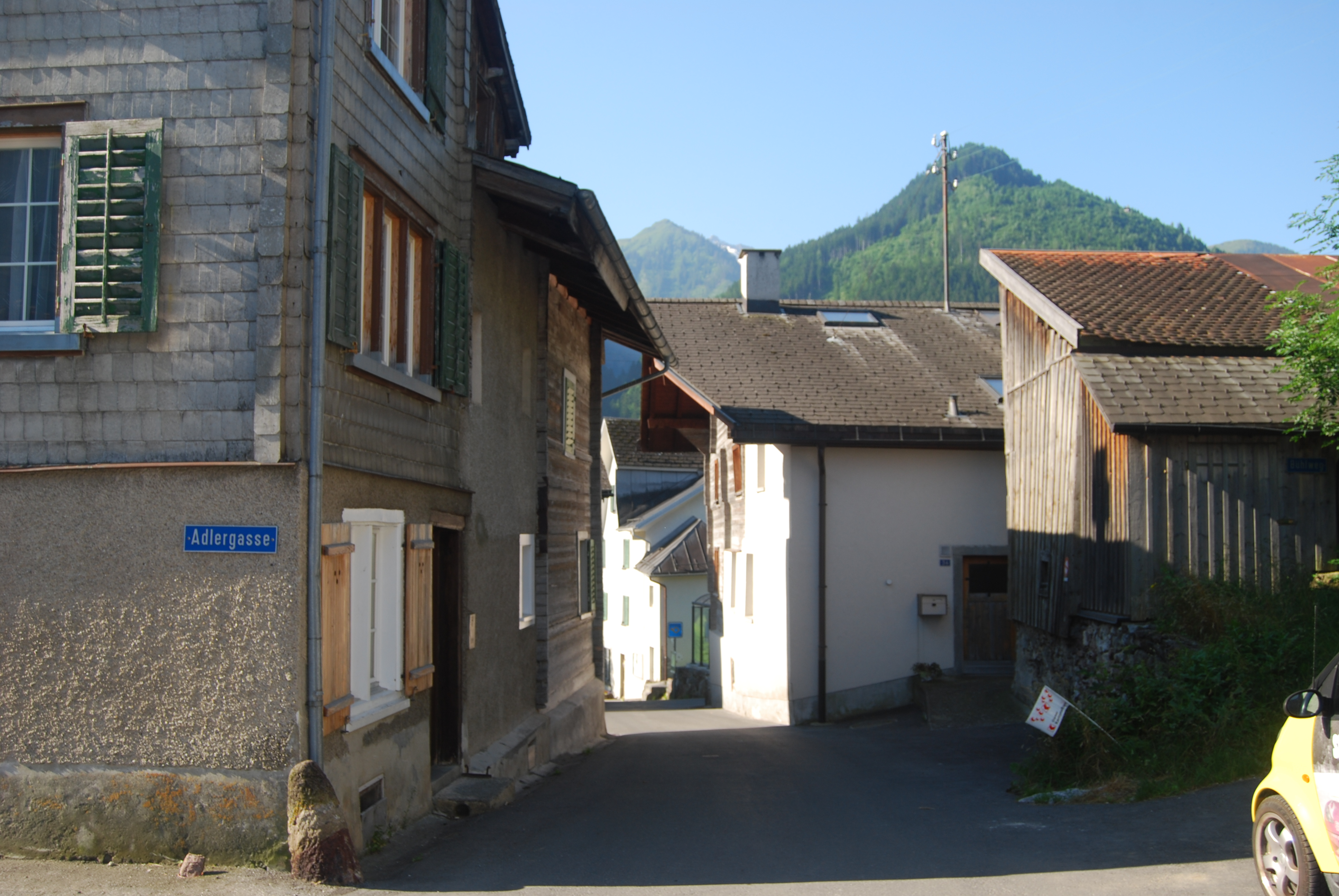
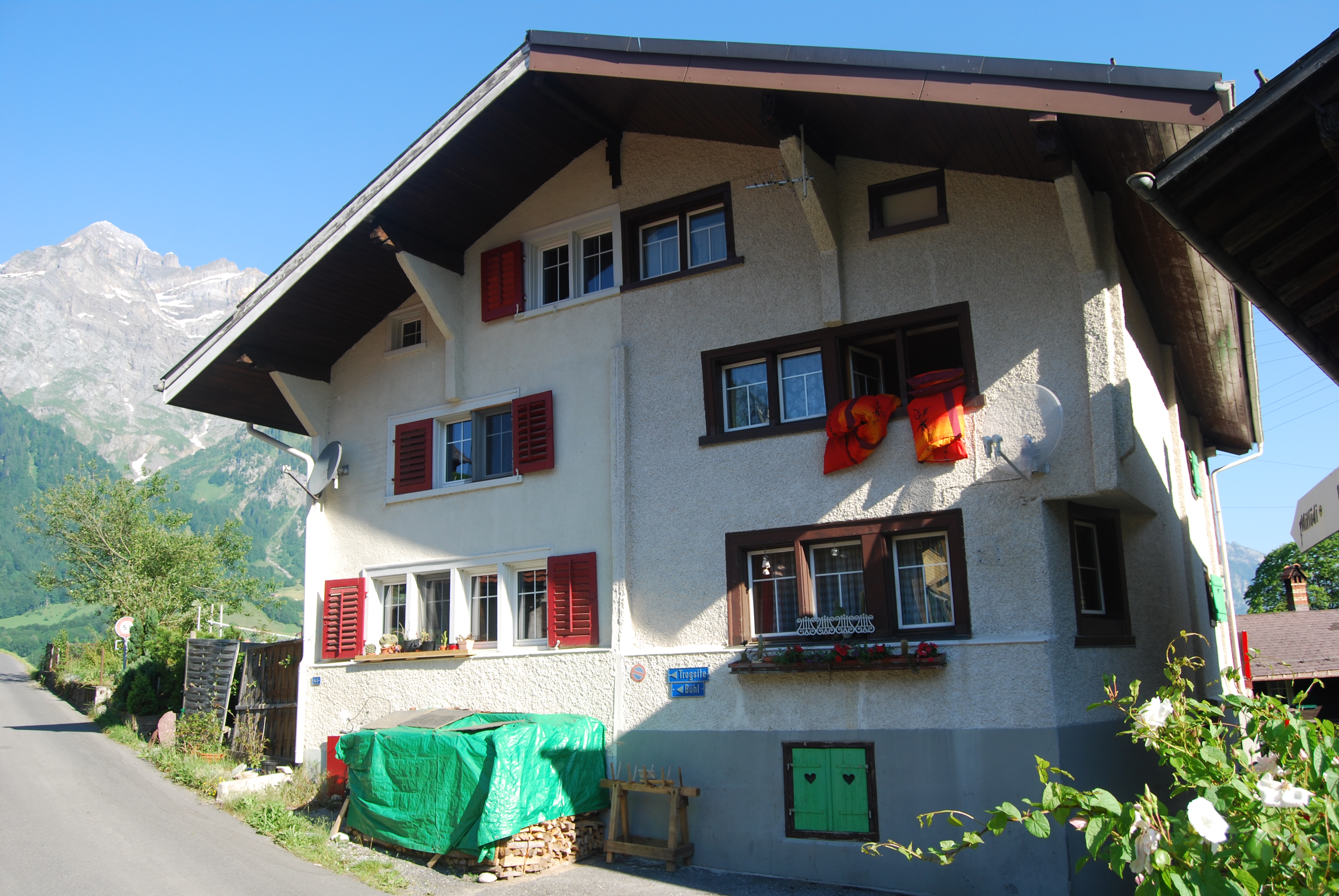
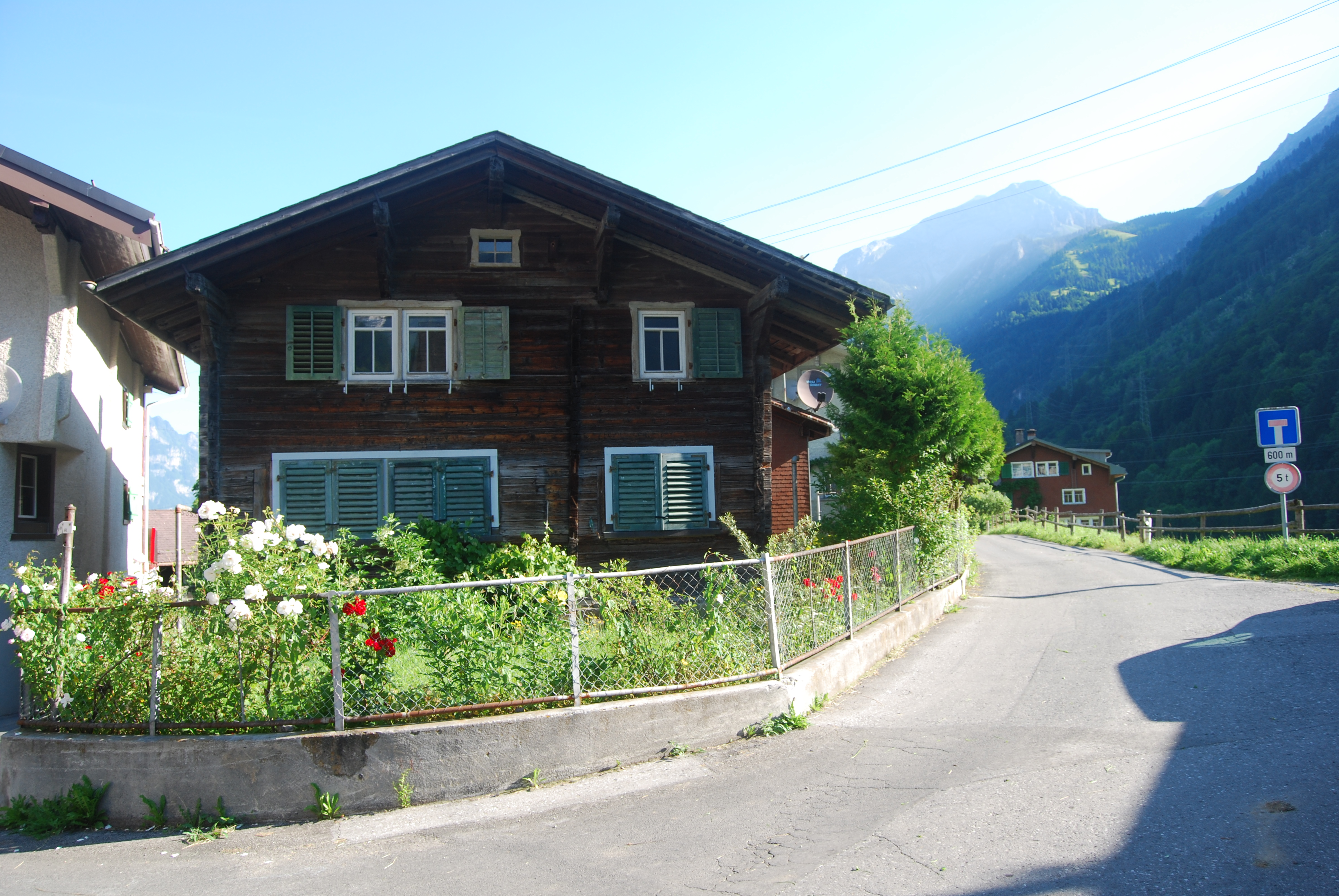
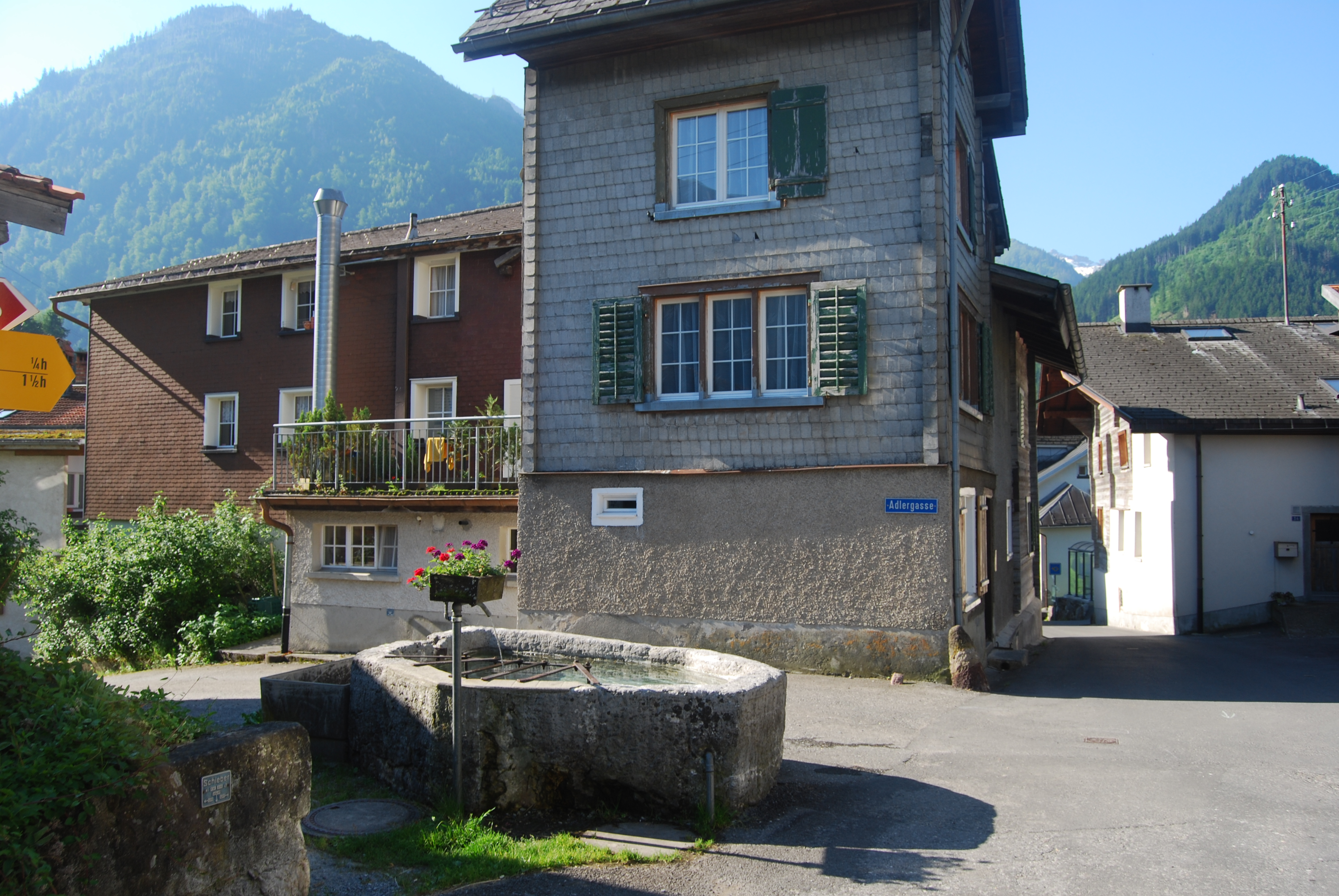